# Lissonota evetriae
Lissonota evetriae là một loài tò vò trong họ Ichneumonidae.